# Ettore Baldo
Ettore Baldo (fl. XX secolo) è stato un nuotatore italiano.

## Carriera
Specializzato nello stile libero, è stato competitivo nel biennio 1930 - 1931 vincendo anche un titolo italiano in staffetta; ha partecipato nel 1931 ai campionati europei, vincendo una medaglia di bronzo nella staffetta 4 × 200 m stile libero con Sirio Banchelli, Antonio Conelli e Paolo Costoli.

## Palmarès
| Campionati europei  | 4 × 200 m st. libero |
| 1931 Parigi Francia | Bronzo: 9'49"0 :     |

### Campionati italiani
Campionati italiani - 1 titolo in staffetta:
- 1 nella staffetta 3 x 100 m mista

| Anno | Edizione | st.libero 200 m | st.libero 400 m | st.libero 4×200 m | mista 3×100 m |
| ---- | -------- | --------------- | --------------- | ----------------- | ------------- |
| 1930 | Estivi   | 2               | 2               | 3                 | -             |
| 1931 | Estivi   | 3               | -               | 2                 | 1             |